# Cúp bóng đá Thành phố Hồ Chí Minh
Cúp bóng đá Thành phố Hồ Chí Minh là giải bóng đá quốc tế hàng năm do Liên đoàn bóng đá Thành phố Hồ Chí Minh phối hợp với Liên đoàn bóng đá Việt Nam (VFF) tổ chức trên Sân vận động Thống Nhất tại Thành phố Hồ Chí Minh.
Xuất phát từ ý tưởng thành lập một giải đấu tập huấn dành cho các đội bóng phía Nam để chuẩn bị cho mùa giải mới, Cúp bóng đá Thành phố Hồ Chí Minh lần đầu tiên được tổ chức năm 1992 với sự góp mặt của 8 đội trong nước. Đội chủ nhà Thành phố Hồ Chí Minh 1 đã trở thành đội đầu tiên đăng quang tại giải đấu. Từ lần tổ chức thứ ba (1994), giải có sự tham dự của các đội bóng quốc tế từ khu vực và châu lục. Sau lần tổ chức năm 1995, giải đấu bị gián đoạn một thời gian trước khi trở lại vào năm 1999. Lần lượt các năm 2001 và 2005, Liên đoàn bóng đá Đông Nam Á (AFF) và Liên đoàn bóng đá châu Á (AFC) đã công nhận Cúp bóng đá Thành phố Hồ Chí Minh là một giải đấu chính thức của khu vực Đông Nam Á và châu Á.
Từ năm 2000 đến 2005, Công ty Điện tử LG tài trợ cho giải và Cúp bóng đá Thành phố Hồ Chí Minh mang tên Cúp LG. Năm 2006, giải mang tên Cúp Bách Việt 2006 hay BV Cup. Năm 2008, giải đấu có tên gọi Cúp SJC-Eximbank vì sự xuất hiện đồng thời của hai nhà tài trợ. Năm 2009, giải lại mang tên mới Cúp SJC. Năm 2011 là lần cuối cùng giải đấu này được tổ chức với tên gọi Cúp Eximbank.

## Các đội tham dự
- 1992:
  -  Thành phố Hồ Chí Minh 1
  -  Thành phố Hồ Chí Minh 2
  -  Đồng Tháp
  -  Hà Nội
  -  Lâm Đồng – Khánh Hòa
  -  Hải Phòng
  -  Tiền Giang – Long An
  -  Bình Định – Nghệ An
- 1993:
  -  Công an Thành phố Hồ Chí Minh
  -  Cảng Sài Gòn
  -  Hải Quan
  -  Lâm Đồng
  -  Quảng Nam – Đà Nẵng
- 1994:
  -  E-Land
  -  Telephone
  -  Cảng Sài Gòn
  -  Công an Thành phố Hồ Chí Minh
  -  Hải Quan
  -  Sông Bé
  -  Đồng Tháp
  -  Bình Định
- 1995:
  -  Việt Nam
  -  Tuyển Thành phố Hồ Chí Minh
  -  Tuyển Miền Tây
  -  Tuyển Hà Nội
  -  Singapore
  -  KookminBank
- 1996–1998: Không tổ chức
- 1999:
  -  Tuyển Thành phố Hồ Chí Minh
  -  Tuyển Đồng bằng sông Cửu Long
  -  Campuchia
  -  Tiên Phong Hoàn Đảo
- 2000:
  -  Việt Nam
  -  Tuyển Thành phố Hồ Chí Minh
  -  Đại học Cao Ly
  -  Parramatta Power
  -  Sri Lanka
  -  Vân Nam Hồng Tháp
- 2001:
  -  Tuyển Thành phố Hồ Chí Minh
  -  Sông Lam Nghệ An
  -  Đại học Kyun Hee
  -  Olympic Malaysia
  -  Melbourne Knights
  -  PSM Makassar
- 2002:
  -  Việt Nam
  -  Olympic Việt Nam
  -  Olympic Ấn Độ
  -  Petrokimia Club
  -  Olympic Singapore
  -  U-20 Thái Lan
- 2003:
  -  U-23 Việt Nam
  -  Tuyển Thành phố Hồ Chí Minh
  -  KookminBank
  -  Pra PON Papua
  -  Olympic Singapore
  -  U-21 Thái Lan
- 2004:
  -  Ấn Độ
  -  Myanmar
  -  Sinh viên Hàn Quốc
  -  Malaysia
  -  Việt Nam
  -  Tuyển Thành phố Hồ Chí Minh
- 2005:
  -  U-23 Việt Nam
  -  U-23 Bulgaria
  -  U-21 Syria
  -  Sinh viên Hàn Quốc
- 2006:
  -  Olympic Việt Nam
  -  Olympic Cameroon
  -  Olympic Indonesia
  -  Olympic Phần Lan
- 2008:
  -  Việt Nam
  -  Myanmar
  -  Sinh viên Hàn Quốc
  -  Turkmenistan
- 2009:
  -  Việt Nam
  -  Singapore
  -  Sinh viên Hàn Quốc
  -  Turkmenistan
- 2010:
  -  Olympic Việt Nam
  -  Olympic Iran
  -  Olympic Malaysia
  -  Olympic Singapore
- 2011:
  -  U-23 Việt Nam
  -  Sinh viên Hàn Quốc
  -  U-17 Học viện Aspire
  -  U-23 Singapore

## Các đội đoạt huy chương
| Năm       | Vô địch                 | Á quân                      | Hạng ba                                         |
| --------- | ----------------------- | --------------------------- | ----------------------------------------------- |
| 1992      | Thành phố Hồ Chí Minh 1 | Không rõ                    | Không rõ                                        |
| 1993–1994 | Không rõ                | Không rõ                    | Không rõ                                        |
| 1995      | Singapore               | Tuyển Thành phố Hồ Chí Minh | Không rõ                                        |
| 1996–1998 | Không tổ chức           | Không tổ chức               | Không tổ chức                                   |
| 1999      | Tiên Phong Hoàn Đảo     | Tuyển Thành phố Hồ Chí Minh | Tuyển Đồng bằng sông Cửu Long                   |
| 2000      | Parramatta Power        | Việt Nam                    | Tuyển Thành phố Hồ Chí Minh · Vân Nam Hồng Tháp |
| 2001      | PSM Makassar            | Tuyển Thành phố Hồ Chí Minh | Melbourne Knights · Olympic Malaysia            |
| 2002      | Olympic Ấn Độ           | Việt Nam                    | Olympic Singapore · Petrokimia Club             |
| 2003      | Olympic Việt Nam        | KookminBank                 | Tuyển Thành phố Hồ Chí Minh · U-20 Thái Lan     |
| 2004      | Sinh viên Hàn Quốc      | Olympic Việt Nam            | Tuyển Thành phố Hồ Chí Minh · Olympic Ấn Độ     |
| 2005      | U-23 Việt Nam           | U-23 Bulgaria               | U-21 Syria                                      |
| 2006      | Olympic Phần Lan        | Olympic Cameroon            | Olympic Việt Nam                                |
| 2008      | Turkmenistan            | Sinh viên Hàn Quốc          | Myanmar                                         |
| 2009      | Singapore               | Sinh viên Hàn Quốc          | Việt Nam                                        |
| 2010      | Olympic Việt Nam        | Olympic Iran                | Olympic Singapore                               |
| 2011      | Sinh viên Hàn Quốc      | U-17 Học viện Aspire        | U-23 Việt Nam                                   |